# Massimo Pallottino

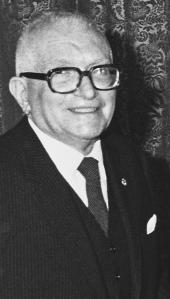
Massimo Pallottino.

Massimo Pallottino (ur. 9 listopada 1909, zm. 7 lutego 1995 w Rzymie) – włoski archeolog. Wykładał na Uniwersytecie La Sapienza w Rzymie, jako profesor etruskologii.

## Życie i praca
Swoją karierę naukową rozpoczął w 1933–1940 jako współpracownik Narodowego Muzeum Etruskiego w Rzymie, kiedy przeprowadzał wykopaliska m.in. w Capenie, Cerveteri oraz Wejach. Od 1937 pracował jako privatdozent, a w latach 1940–1945 zatrudniony na Uniwersytecie w Cagliari. W 1946 powołany na stanowisko profesora etruskologii Uniwersytetu La Sapienza w Rzymie, które obejmował aż do 1980.
Do jego najważniejszych prac polowych należą prowadzone od 1957 wykopaliska w sanktuarium Pyrgi – Blaszki z Pyrgi. W 1982 otrzymał Nagrodę Balzana dla historyków starożytności, a w 1984 Nagrodę Erazma. Był członkiem wielu organizacji naukowych, m.in. Niemieckiego Instytutu Archeologicznego. Zainspirowany przez Wilhelma Brandensteina zainteresował się problemem istnienia Atlantydy, który określił jako otwarty. Zasadniczo zgodził się z poglądami Brandensteina, jednakże rozszerzył je w pewnych punktach o własne pomysły.
W 1988 r. został członkiem zagranicznym PAN.

## Ważniejsze publikacje
- Gli Etruschi (Rzym 1939; wyd. 2, 1940)
- Etruscologia (Mediolan 1942; następne wydania 1947, 1955, 1957, 1963, 1968, 1984)
- L’origine degli Etruschi (Rzym, 1947)
- La Sardegna nuragica (Rzym, 1950)
- Atlantide, [w:] Archeologia Classica nr. 4/1952, s. 229–240.
- Testimonia linguae Etruscae (Florencja 1954; wyd. 2, 1968)
- Etruskische Kunst (Zurych, 1955)
- Civiltà artistica etrusco-italica (Florencja, 1971)
- Saggi di Antichità (Rzym, 1979)
- Storia della prima Italia (Mediolan, 1984)
- Origini e storia primitiva di Roma (Mediolan, 1993)